# Ceracron

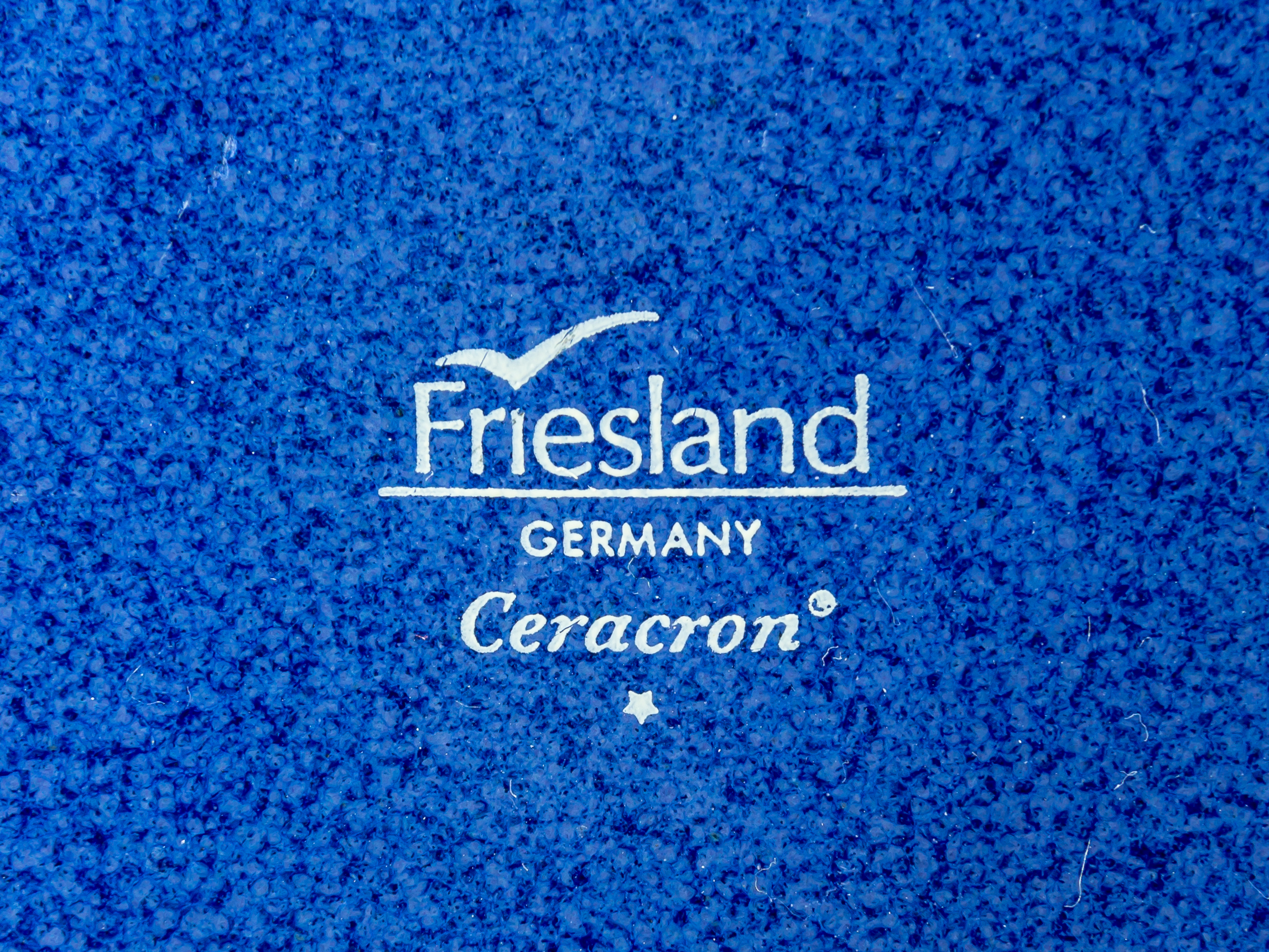
Wort-Bildmarke Ceracron von Friesland Porzellan

Ceracron ist eine geschützte Marke für ein spezielles Steingut. Die Zusammensetzung wurde um 1970 ursprünglich für das farbige Gebrauchsgeschirr von Melitta entwickelt und zeichnet sich neben seiner Härte und Widerstandsfähigkeit dadurch aus, dass das Material eine höhere Dichte hat als 'normales' Steingut. Es wird mit verschiedenen Glasuren hergestellt.
Der Glattbrand zum Einbrennen der Glasur erfolgt bei 1080 °C. Die Bandbreite der verwendeten Glasuren reicht von hochglänzenden bis zu aufgerauten Oberflächen.  Die chemische Zusammensetzung der Ausgangsstoffe, das Mischungsverhältnis und der Herstellungsprozess sind Betriebsgeheimnis.
Die Wortmarke Ceracron ist seit 1984 international geschützt. Inhaber der Rechte an der Wortmarke ist (derzeit bis 2024) die Firma Friesland Porzellan.
Der Designer Luigi Colani entwarf das Teeservice Zen mit schwarzer hochglänzender Glasur, wobei die Teekanne auf Gummimuffen gelagert und nach zwei Seiten benutzbar ist.

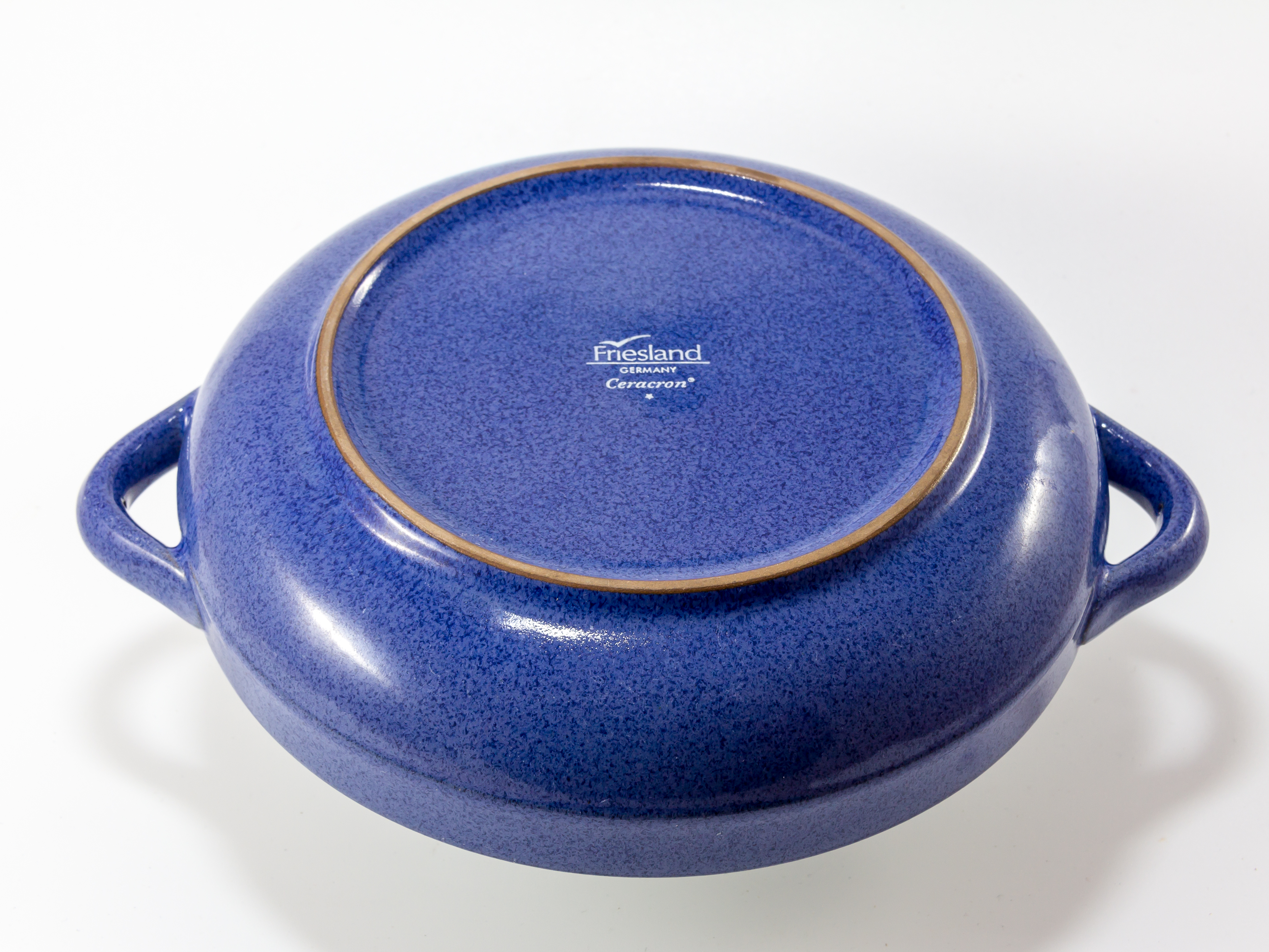
Stempel der Marke Ceracron auf Unterseite des Geschirrs